# نیسی‌کوگ (نیویورک)
نیسی‌کوگ (به انگلیسی: Nissequogue) یک روستا در ایالات متحده آمریکا است که در شهرستان سافک، نیویورک واقع شده‌است. نیسی‌کوگ ۱۰٫۳ کیلومتر مربع مساحت و ۱٬۷۴۹ نفر جمعیت دارد و ۲۶ متر بالاتر از سطح دریا واقع شده‌است.